# Mayordomo de propios
Mayordomo de Propios o hacendista era la persona designada por la Corona Española para recaudar y administrar el dinero necesario para el funcionamiento de una ciudad, comarca o provincia. Recibía de un uno a un cinco por ciento de lo que recaudase además de una compensación anual por sus servicios.
El dinero se guardaba en una caja de madera fuerte con tres llaves. Una llave la resguardaba el Mayordomo de Propios, otra el Alcalde o Gobernador, y la tercera el Escribano, si hubiere, o el Regidor más antiguo a falta de éste.
El Mayordomo de Propios tenía la responsabilidad de llevar los libros de entradas y salidas que debían guardarse junto con el dinero, y entregar los recursos para lo que fuesen destinados.
Para que se pudiese abrir la caja, era forzosa la presencia de los tres claveros o custodios de las llaves y no se podían encomendar o permitirle su uso a ninguna otra persona.
El apelativo Propios se refiere a que se administraban los recursos de la propia comunidad o región; y su función y figura legal continuó debido a la importancia que suponía el cargo incluso luego de la independencia de los territorios de España en América y Asia, tomando el nombre de Secretario de Hacienda.

## Mayordomos de Propios y Secretarios de Hacienda
- Felipe González Vallejo
- José Martín Espinosa de los Monteros
- José María Dondé y Estrada
- Justo Sierra O'Reilly
- José Eduardo Juanes Ponce